# Giscos
Giscos ist eine französische Gemeinde mit 184 Einwohnern (Stand: 1. Januar 2022) im Département Gironde in der Region Nouvelle-Aquitaine. Sie gehört zum Kanton Le Sud-Gironde und zum Arrondissement Langon. Der Fluss Ciron verläuft an der nordöstlichen Gemeindegrenze. Das Gemeindegebiet wird außerdem von seinem Zufluss Thus und dessen Nebenfluss Ruisseau de Maynias durchquert. 
Giscos grenzt im Nordwesten an Escaudes, im Norden an Lerm-et-Musset (Berührungspunkt), im Nordosten an Goualade, im Osten an Saint-Michel-de-Castelnau, im Südosten an Lartigue, im Süden an Allons, im Südwesten an Maillas und im Westen an Captieux.

## Bevölkerungsentwicklung
| Jahr      | 1962 | 1968 | 1975 | 1982 | 1990 | 1999 | 2008 | 2017 |
| --------- | ---- | ---- | ---- | ---- | ---- | ---- | ---- | ---- |
| Einwohner | 221  | 210  | 188  | 197  | 172  | 171  | 190  | 180  |

## Sehenswürdigkeiten
- Kirche Saint-Pierre (siehe auch: Liste der Monuments historiques in Giscos)

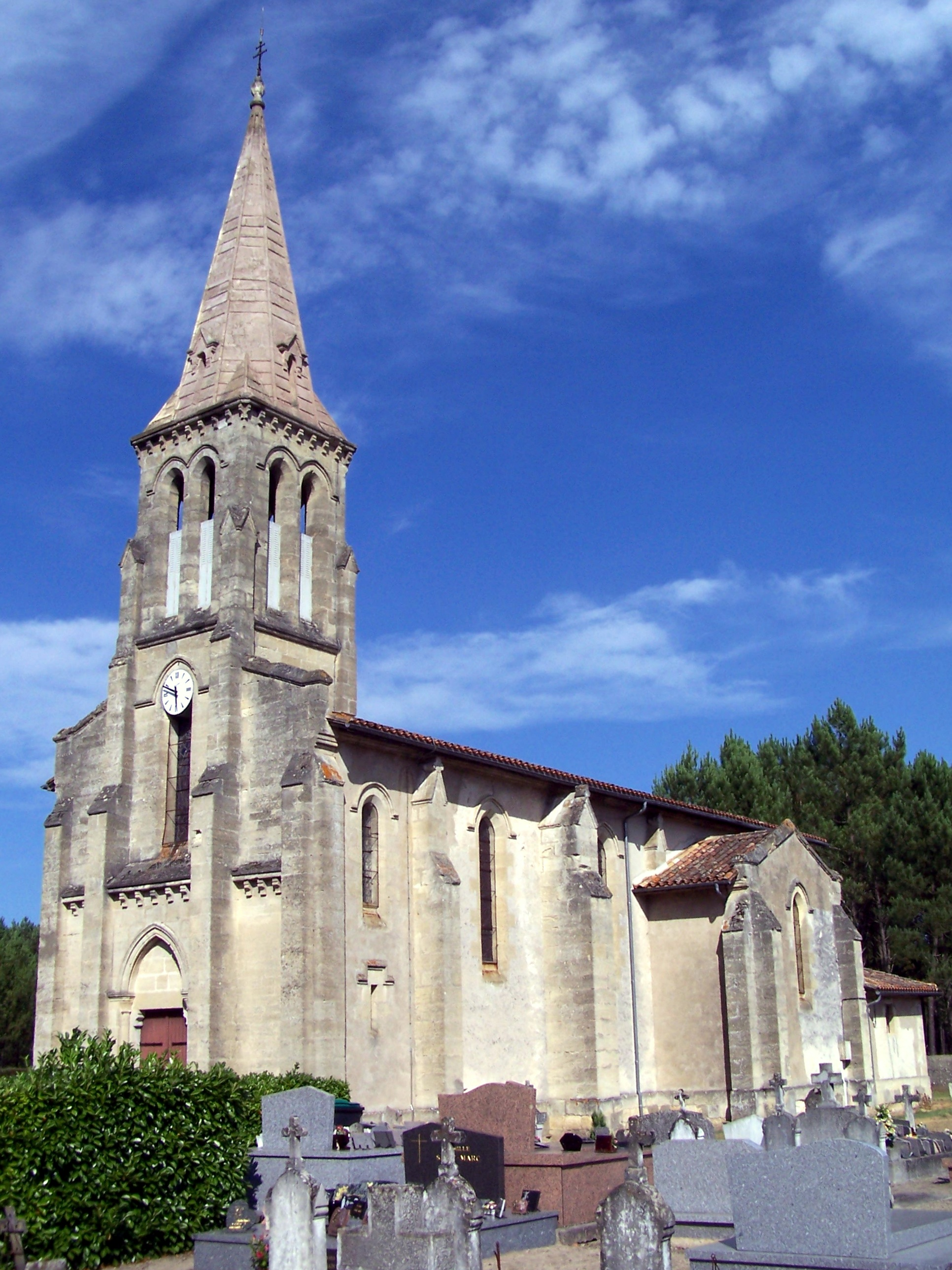
Kirche Saint-Pierre